# The Red Flag
The Red Flag (pol. Czerwona Flaga) – pieśń socjalistyczna autorstwa Jima Connella, napisana w 1889 roku oraz hymn brytyjskiej Partii Pracy. Jej melodia została zapożyczona z niemieckiej piosenki bożonarodzeniowej O Tannenbaum.